# Обуда (Будапешт)
О́буда (угор. Óbuda) — стародавнє і до 1873 року самостійне місто в центрі Угорщини. Після об'єднання Обуди, Буди і Пешта в нове місто Будапешт, Обуда отримала статус району столиці Угорщини. Назва Обуда угорською означає Стара Буда (нім. Alt-Ofen).
В Обуді, на дунайському острові, проходить щорічний музичний фестиваль «Сіґет».

## Пам'ятки
- Аквінкум — руїни римського міста.
- Руїни римських терм на Флоріан-Тір.
- Цивільний амфітеатр.
- Військовий амфітеатр в Аквінкумі.
- Фе-Тір — «Головна площа», що прикрашена бронзовою скульптурною композицією «Вони чекають» (угор. Várakozók, встановлено 1986 року, скульптор Імре Варга)[2][3].
- Палац Зічі на Фе-Тір — елегантна будівля в бароковому стилі (1746-52).
- Купальні Кірай (Королівські купальні) (1570).
- Музей Кішцеллі.

## Історія
Нині Обуда — це найстаріший район Будапешта. До 1873 року — північне передмістя Буди, до XIII століття вона і була Будою, а ще раніше — Аквінкумом.
Перші поселення на території Обуди з'явилися ще в кам'яній добі. Римляни в I столітті до н. е., оцінивши по достоїнству місцеві гарячі джерела, побудували тут Аквінкум — столицю провінції Паннонія. У II столітті місто було зруйноване варварами, а потім кілька разів осаджувалося і було, зрештою, завойоване гунами, від яких в V столітті отримало ім'я Буда — на честь брата короля Аттіли, який склав свою голову в поєдинку з останнім. Тут і розташувалася ставка Аттіли, а згідно «Пісні про Нібелунгів», тут же потім зведений був легендарний Замок Аттіли (Etzelnburg). Згодом, на якийсь час, місто втратило своє значення і було зруйноване. Угорські племена прийшли сюди з-за Карпат близько 900 року і дьюла (воєвода) Арпад вдихнув нове життя в старе попелище.
У 1241—1242 роках Буда була зруйнована монголами. Після їх відходу, в 1247 році, король Бела IV вибудував могутню фортецю на південь від свіжих руїн. Поселення, яке виросло навколо Будайської твердині, і стало надалі іменуватися власне Будою — а за поступово відбудованими старими міськими осередками в розмовній мові закріпилося ім'я Обуда. Якесь перейшло і в офіційне діловодство.
У 1541 Будою, Обудою і Пештом оволоділи турки.
У XVIII столітті Обудою володів знатний рід Зічі, який побудував в 1746—1752 рр. розкішний бароковий палац на Головній площі (Fo tér). На протилежній стороні площі Фе розташована витончена будівля парафіяльної церкви Св. Петра і Павла. Церква також була побудована на кошти родини Зічі і служила їх родовою усипальнею.
У грудні 1849 року Обуда була включена до складу Буди. Після проголошеного 17 листопада 1873 року урочистого об'єднання Обуди, Буди і Пешта в нове місто Будапешт, Обуда отримала статус району столиці Угорщини. Саме завдяки термальним джерелам Обуди, Будапешт є єдиною європейською столицею, яка має статус курорту.